# Хліборобська молодь
«Хліборобська молодь» — навчальновиховний місячник, орган головної секції хліборобського вишколу молоді, товариства «Сільський Господар». Виходив 1934 — 1939 у Львові. Редактор — Є. Храпливий.